# Кушев, Николай Егорович
Николай Егорович Кушев (1858—1941) — российский медицинский работник, маляриолог, организатор борьбы с малярией в Поволжье; профессор. Герой Труда (1933).

## Биография
Родился Кушев в 1858 году в Чебоксарах, тогда небольшом городке, а ныне — столице Чувашии.
Окончив Чебоксарское уездное трёхклассное училище, поступил в Казанскую гимназию, которую окончил в 1878 году с золотой медалью. Тогда же он был принят студентом в Императорский Казанский университет. По окончании медицинского факультета университета Кушев принял предложение работать в земской больнице.
В июне 1884 года он приехал в Малую Сердобу (ныне Пензенской области). Уездное земское собрание на первоначальное обзаведение больницы выделило 1175 рублей.
Совместно с текущей практической работой Н. Е. Кушев занимался научной деятельностью. В Малой Сердобе он написал двадцать статей по медицине, позже напечатан был целый ряд научных статей и монографий доктора. Неоднократно Кушев совершал научные командировки за границу. За 55 лет работы профессор Н. Е. Кушев издал 284 научные статьи и монографии по медицине.
Занимался и общественной деятельностью — был попечителем школы. При его личном участии и по его предложению впервые было проведено новогоднее торжество — встречали новый 1889 год.
Затем Н. Е. Кушев до 1899 года служил земским врачом в Петровском уезде Саратовской губернии. С 1900 по 1914 годы — ординатор губернской земской больницы в Саратове, с 1915 года — приват-доцент, а с 1922 — профессор на кафедре диагностики Саратовского университета.
С 1922 года заведовал Саратовской малярийной станцией — одной из первых в СССР. Здесь вёл большую научную и организационную работу: развивал сеть малярийных станций в Саратовской губернии, организовывал курсы по малярии, руководил Поволжскими малярийными съездами и фактически объединил борьбу с малярией в Поволжье. После выхода в 1924 году на пенсию продолжал педагогическую деятельность в качестве профессора кафедры врачебной диагностики.
Состоял председателем Саратовского физико-медицинского общества (с 1908 года), а также членом многих других медицинских обществ.

## Семья
Женился в Малой Сердобе на дочери помещика — Николая Сергеевича Ермолаева из села Спасско-Александровка (ныне Кондольского района).
В семье родились два сына — Георгий и Сергей. Уже после отъезда из Малой Сердобы у Кушевых родилось три дочери. Старшая Мария — кандидат медицинских наук; средняя Анна — археолог, ученый секретарь и заместитель директора научной библиотеки Саратовского университета; младшая Екатерина (1899—1990) — доктор исторических наук.

## Память
- На здании Малосердобинской больницы имеется мемориальная доска, а в вестибюле стоит бюст доктора Н. Е. Кушева, которого помнят в селе Малая Сердоба.

## Награды
- Герой Труда (1933). (В Постановлении СНК РСФСР - Кушер)